# Skottlands herrlandslag i rugby union
Skottlands herrlandslag i rugby union representerar Skottland i rugby union på herrsidan. Laget har varit med i alla världsmästerskap som hittills har spelats.
Laget spelade sin första match den 27 mars 1871 i Edinburgh, och vann med 4-1 mot England. Hemmaarenan är Murrayfield i Edinburgh och den nuvarande lagkaptenen heter Finn Russell.